# Achicourt Road Cemetery
Le Achicourt Road Cemetery est un cimetière militaire de la Première Guerre mondiale, situé sur le territoire de la commune d'Achicourt, dans le département du Pas-de-Calais, au sud-ouest d'Arras.

## Localisation
Entouré d'habitation, ce cimetière est situé sur la route de Bucquoy, à 1,3 km au sud-est de la mairie. Il est accessible depuis la route par un chemin engazonné d'une cinquantaine de mètres.

## Histoire

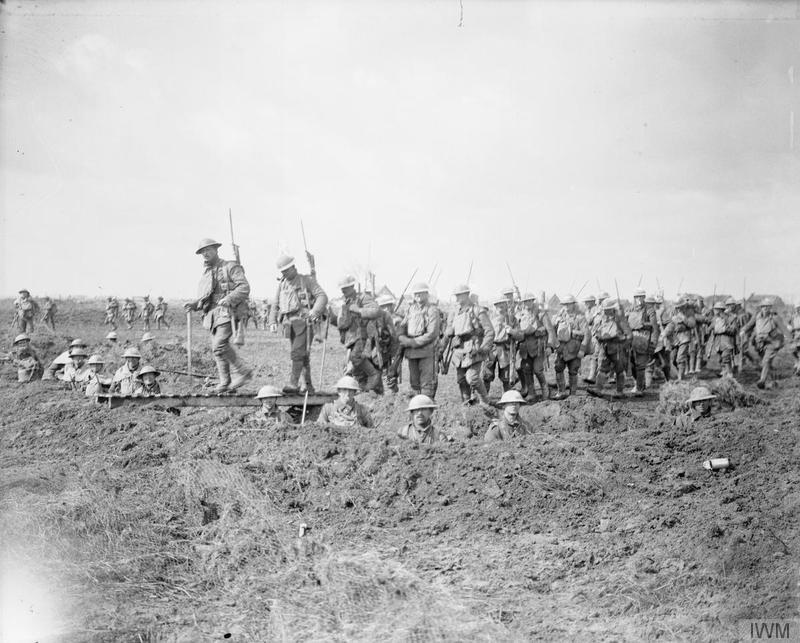
Troupes britanniques aux environs d'Achicourt lors de la bataille d'Arras.

Le cimetière fut créé en mars 1917 et servit jusqu'en juin pour inhumer les soldats du Commonwealth tombés lors de la bataille d'Arras. Le cimetière fut de nouveau utilisé en août et septembre 1918 lors de la libération définitive du secteur.
Le cimetière d'Achicourt Road contient 131 sépultures de la Première Guerre mondiale, dont huit non identifiées.

## Caractéristiques
ce cimetière présente un plan quasi-carré de 20 m de côté avec un arc en plein cintre dans la partie nord, et est entouré entièrement clos par un muret de brique.
Il a été conçu par l'architecte britannique William Harrison Cowlishaw.

## Galerie

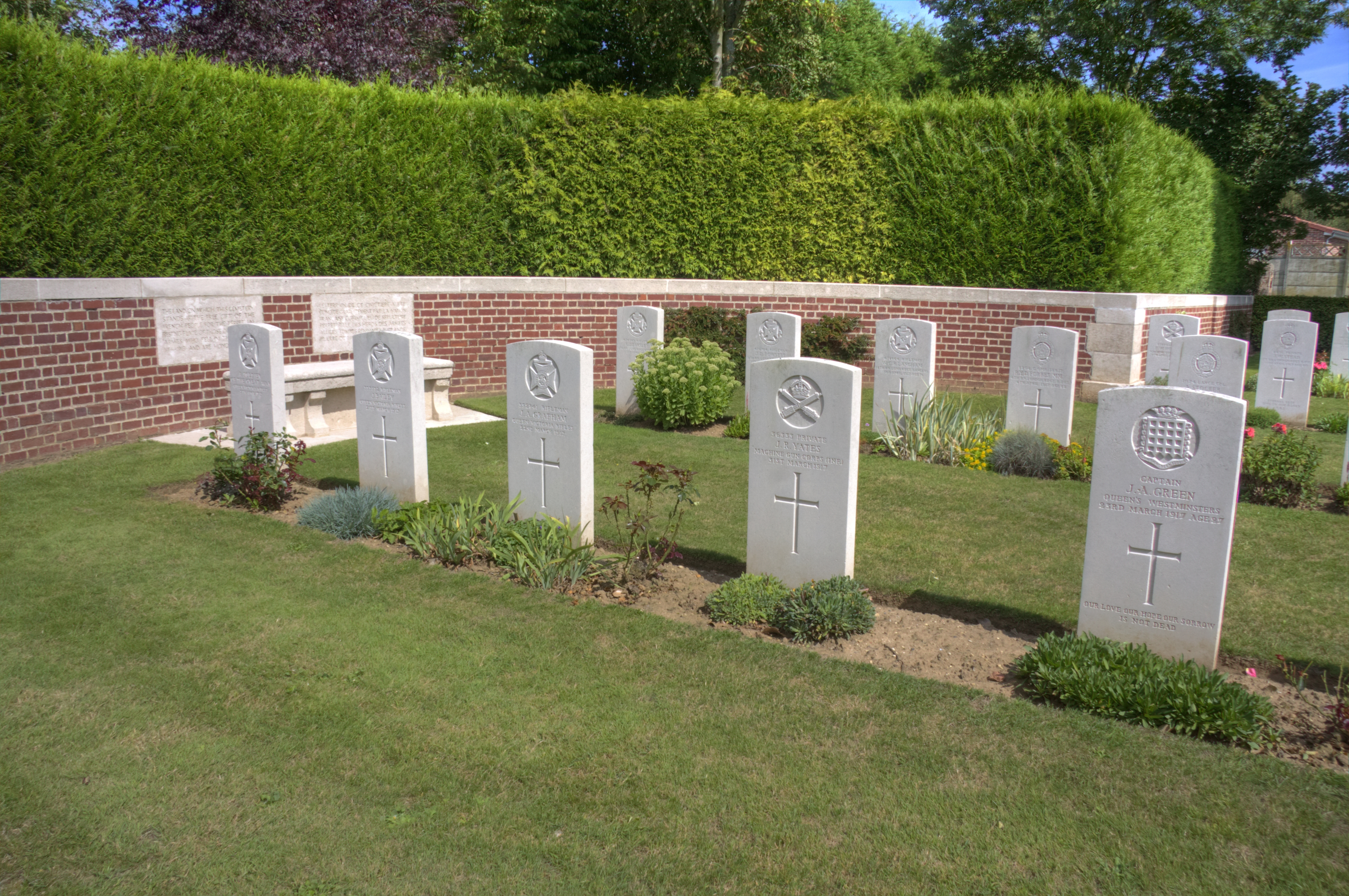
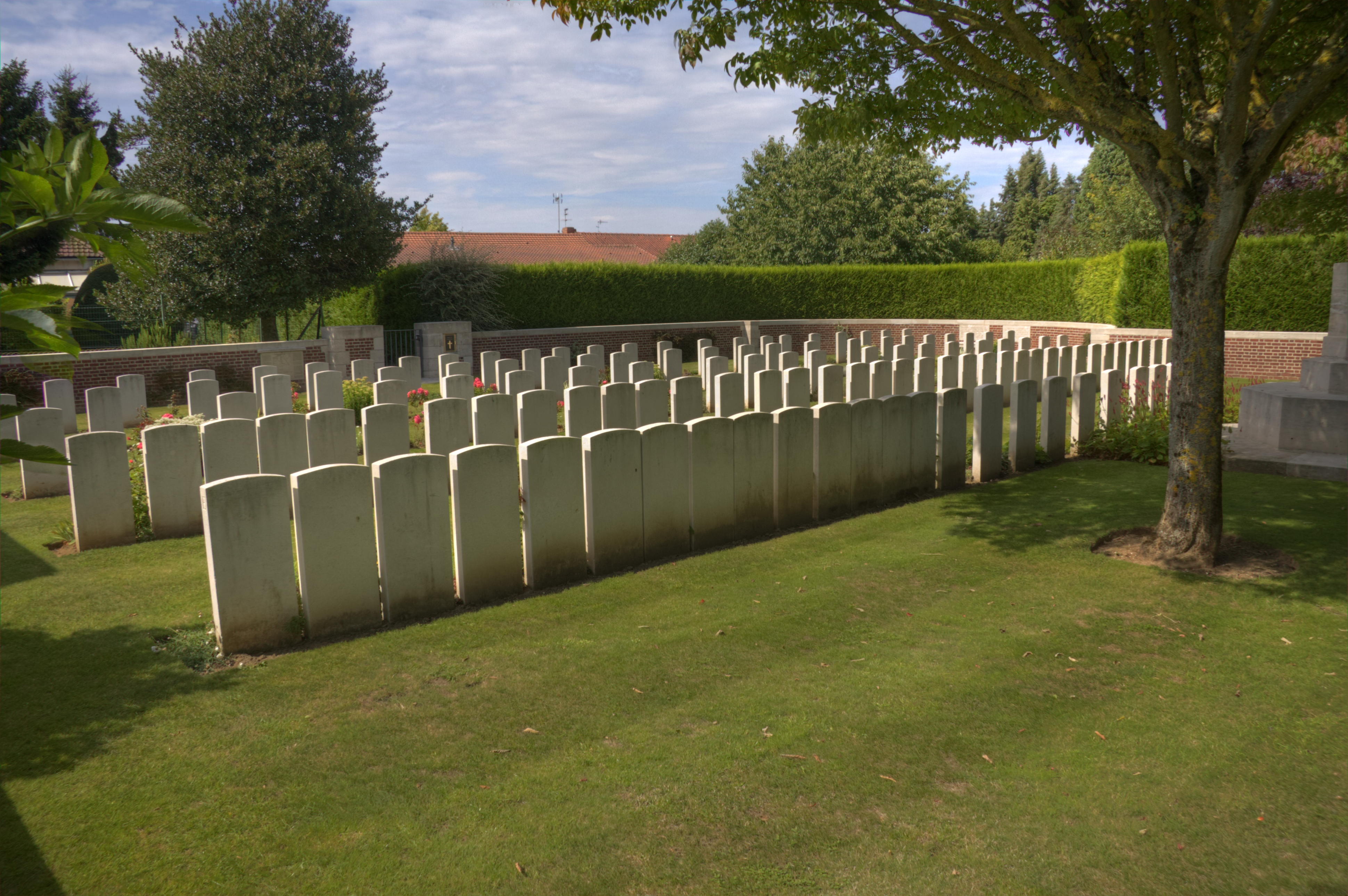
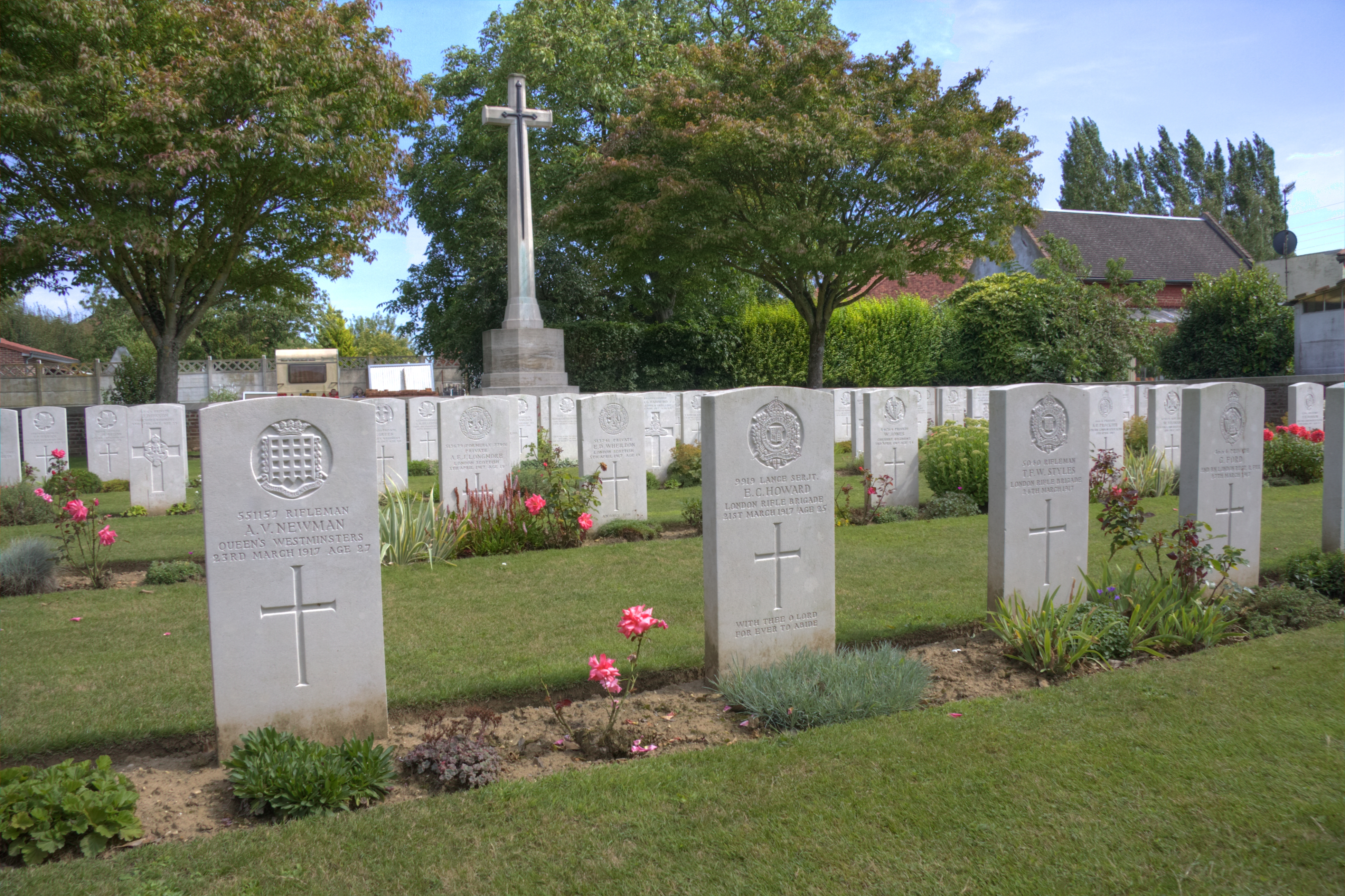

## Sépultures
| Pays        | Sépultures |
| ----------- | ---------- |
| Royaume-Uni | 84         |
| Canada      | 47         |
| Total       | 131        |

## Pour approfondir